# 坂上当宗
坂上 当宗（さかのうえ の まさむね）は、平安時代初期の貴族。名は正宗とも記される。姓は大宿禰。大納言・坂上田村麻呂の孫。右兵衛督・坂上浄野の子。官位は従五位下・左兵衛権佐。

## 経歴
右近衛将監在官中の承和6年（839年）近衛と夷俘と共に伊賀国に派遣され、同国名張郡の山中にて私鋳銭を製造していた群盗17名を捕縛し、鋳銭の道具及び私鋳銭を没収して朝廷に提出している。承和9年（842年）従五位下・左兵衛権佐に叙任される。承和13年（846年）鎮守府将軍に任ぜられると、嘉祥元年（848年）陸奥介と仁明朝末には東北地方の地方官を務める。
文徳朝に入ると、仁寿3年（853年）掃部頭、斉衡3年（857年）左兵衛権佐と京官を歴任した。

## 官歴
『六国史』による。
- 時期不詳：正六位上
- 承和6年（839年） 4月2日：見右近衛将監
- 承和9年（842年） 正月7日：従五位下。7月25日：左兵衛権佐
- 承和13年（846年） 2月11日：鎮守将軍
- 嘉祥元年（848年） 9月25日：陸奥介、鎮守将軍如故
- 仁寿3年（853年） 7月1日：掃部頭
- 斉衡3年（857年） 正月12日：左兵衛権佐

## 系譜
- 父：坂上浄野
- 母：不詳
- 生母不明の子女
  - 男子：坂上良宗